# Yolkaya, Yıldızeli
Yolkaya là một xã thuộc huyện Yıldızeli, tỉnh Sivas, Thổ Nhĩ Kỳ. Dân số thời điểm năm 2011 là 948 người.